# 国体明徴声明
国体明徴声明（こくたいめいちょうせいめい、旧字体：國體明󠄁徵聲明󠄁）とは、1935年（昭和10年）の天皇機関説事件の中で、美濃部達吉の天皇機関説を排撃することで政治的主導権を握ろうとした軍部・右翼諸団体が時の岡田内閣に迫って出させた日本の政府声明 。
天皇機関説が天皇を統治機構の一機関としているのに対し、国体明徴声明では天皇が統治権の主体であることを明示し、大日本帝国が天皇の統治する国家であるとした宣言である。

## 国体明徴運動の経緯

### 国体明徴運動
そもそも大正期半ばから昭和初期にかけて天皇機関説は国家公認の憲法学説であり、昭和天皇が天皇機関説を当然のものとして受け入れていたことはよく知られている。しかし、軍部の台頭とともに起こった国体明徴運動の中で、天皇機関説は国体に反する学説として排撃を受け始めた。

### 第1次国体明徴声明
1935年（昭和10年）2月19日、貴族院本会議の演説において菊池武夫議員が、天皇機関説は国家に対する緩慢なる謀叛であり、美濃部を学匪と非難した。
この演説を引き金に軍部・右翼による機関説排撃が始まり、美濃部が「一身上の弁明」として天皇機関説を平易に解説する釈明演説（2月25日貴族院本会議）を行うも、美濃部の著書は発禁となった（『憲法撮要』『逐条憲法精義』『日本国憲法ノ基本主義』）。
さらに軍部・右翼は国体明徴運動を政治利用、各地の在郷軍人会を中心とする機関説排撃運動が全国的に展開されたため、岡田内閣はその対応策として1935年（昭和10年）8月3日「国体明徴に関する政府声明」を発し、天皇機関説は国体の本義に反するとした（第1次国体明徴声明）。

### 第2次国体明徴声明
これを受けて軍部・右翼は運動の中止を指示、猛威を振るった運動は終息するかに見えた。
美濃部も1935年（昭和10年）9月18日、貴族院議員を辞するに至るが、辞職に際して出された美濃部の声明が軍部・右翼の猛反発を招き、紛議が再燃。軍部・右翼は国体明徴の徹底を首相の岡田啓介に迫り、1935年（昭和10年）10月15日、政府は再び「国体明徴に関する政府声明」を発した（第2次国体明徴声明）。
第2次声明では、「機関説は国体の本義に反する」とするに留まっていた第1次声明よりさらに進んで、「機関説は芟除せざるべからず」とされた。芟除とは「取り除く、摘み取る」という意味である。
以上のような一連の天皇機関説排斥運動に関して注意すべき点は、これが学術論争といった類のものではなく、政争の道具にされた点である。
つまり軍部による政治的主導権奪取の手段として利用されたのである。2度にわたる政府声明を以って事態は一応の沈静化を見たが、これにより大日本帝国憲法下における立憲主義の統治理念は公然と否定されることとなった。